# Бајанхонгор (град)
Бајанхонгор (монг. Баянхонгор) је главни град провинције Бајанхонгор у Монголији. Такође овај град је административни центар Бајанхонгорског округа. Град се налази на надморској висини од 1.859 m, и има популацију од 26.252 становника (2006. године).

## Саобраћај
У овом граду се налази Аеродром Бајанхонгор који има две писте, једна од њих је асфалтирана, а служи за редовне летове за Улан Батор.

## Значајни људи
- Роби Џо Робин, значајни монголски филозоф, плесач и кловн.

## Клима
Клима Бајахонгора је хладна степска са дугим, сувим и веома хладним зимама и кратким топлим летима.
| Клима Бајанхонгора            | Клима Бајанхонгора | Клима Бајанхонгора | Клима Бајанхонгора | Клима Бајанхонгора | Клима Бајанхонгора | Клима Бајанхонгора | Клима Бајанхонгора | Клима Бајанхонгора | Клима Бајанхонгора | Клима Бајанхонгора | Клима Бајанхонгора | Клима Бајанхонгора | Клима Бајанхонгора |
| Показатељ \ Месец             | .Јан.              | .Феб.              | .Мар.              | .Апр.              | .Мај.              | .Јун.              | .Јул.              | .Авг.              | .Сеп.              | .Окт.              | .Нов.              | .Дец.              | .Год.              |
| ----------------------------- | ------------------ | ------------------ | ------------------ | ------------------ | ------------------ | ------------------ | ------------------ | ------------------ | ------------------ | ------------------ | ------------------ | ------------------ | ------------------ |
| Апсолутни максимум, °C (°F)   | 1,9 (35,4)         | 11,6 (52,9)        | 16,4 (61,5)        | 24,4 (75,9)        | 28,3 (82,9)        | 32,3 (90,1)        | 34,4 (93,9)        | 33,5 (92,3)        | 28,6 (83,5)        | 23,5 (74,3)        | 13,6 (56,5)        | 7,0 (44,6)         | 34,4 (93,9)        |
| Максимум, °C (°F)             | −11,4 (11,5)       | −7,2 (19)          | −1,1 (30)          | 8,9 (48)           | 17,4 (63,3)        | 22,1 (71,8)        | 23,0 (73,4)        | 21,5 (70,7)        | 15,9 (60,6)        | 7,6 (45,7)         | −3,1 (26,4)        | −9,5 (14,9)        | 7,01 (44,61)       |
| Просек, °C (°F)               | −18,3 (−0,9)       | −16,2 (2,8)        | −8,2 (17,2)        | 0,9 (33,6)         | 9,6 (49,3)         | 15,0 (59)          | 16,2 (61,2)        | 14,5 (58,1)        | 8,2 (46,8)         | −0,1 (31,8)        | −10,9 (12,4)       | −17,0 (1,4)        | −0,53 (31,06)      |
| Минимум, °C (°F)              | −23,7 (−10,7)      | −22,4 (−8,3)       | −14,8 (5,4)        | −5,8 (21,6)        | 2,0 (35,6)         | 7,9 (46,2)         | 10,1 (50,2)        | 8,2 (46,8)         | 2,1 (35,8)         | −5,7 (21,7)        | −16,1 (3)          | −22,1 (−7,8)       | −6,69 (19,96)      |
| Апсолутни минимум, °C (°F)    | −38,1 (−36,6)      | −38,8 (−37,8)      | −31,5 (−24,7)      | −23,1 (−9,6)       | −15,0 (5)          | −4,5 (23,9)        | 1,6 (34,9)         | −1,5 (29,3)        | −11,2 (11,8)       | −24,7 (−12,5)      | −34,5 (−30,1)      | −39,9 (−39,8)      | −39,9 (−39,8)      |
| Количина падавина, mm (in)    | 2,0 (0,079)        | 2,8 (0,11)         | 4,1 (0,161)        | 8,6 (0,339)        | 14,4 (0,567)       | 33,3 (1,311)       | 56,2 (2,213)       | 48,2 (1,898)       | 18,3 (0,72)        | 7,0 (0,276)        | 2,7 (0,106)        | 1,8 (0,071)        | 199,4 (7,851)      |
| Дани са падавинама (≥ 1.0 mm) | 0,7                | 0,8                | 1,1                | 1,7                | 2,3                | 5,2                | 8,0                | 5,5                | 2,7                | 1,3                | 0,8                | 0,4                | 30,5               |
| Сунчани сати — месечни просек | 260,5              | 223,7              | 271,5              | 275,1              | 320,1              | 309,6              | 308,8              | 293,2              | 280,8              | 261,7              | 220,6              | 205,4              | 3.231              |
| Извор: NOAA (1962-1990)       |                    |                    |                    |                    |                    |                    |                    |                    |                    |                    |                    |                    |                    |